# Petite Soufrière
Petite Soufrière ist ein Ort im Osten von Dominica. Die Gemeinde hatte im Jahr 2011 561 Einwohner. Petite Soufrière liegt im Parish Saint David.

## Geschichte
Die Ortschaft war aufgrund ihres unwegsamen Geländes nie Teil eines größeren Anwesens, stattdessen entwickelte es sich zu einer bäuerlichen Siedlung.

## Geographische Lage
Petite Soufrière liegt an steilen, schroffen Hängen südlich von Castle Bruce. Im Süden liegt das nur mit einem Wanderweg verbundene Rosalie. Der Ort ist eine der abgelegensten Gemeinden Dominicas.